# Coume

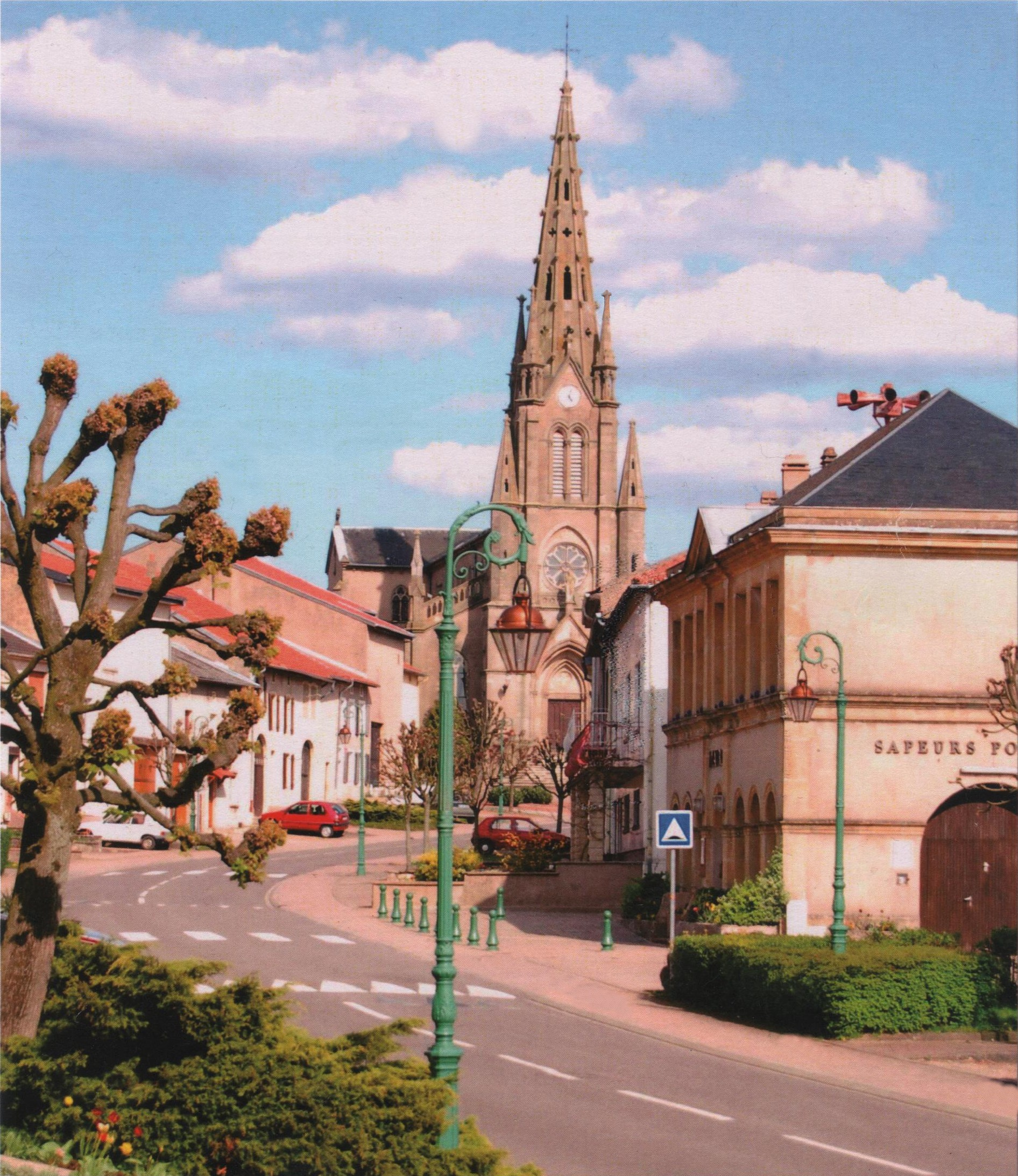
Coume, Hauptstraße

Coume (deutsch Kuhmen) ist eine französische Gemeinde mit 601 Einwohnern (Stand 1. Januar 2022) im Département Moselle in der Region Grand Est (bis 2015 Lothringen).

## Geographie
Die Gemeinde liegt im Norden Lothringens, etwa 32 Kilometer ostnordöstlich von Metz, 5½ Kilometer ostnordöstlich von Boulay-Moselle (Bolchen) und acht Kilometer westlich des Grenzortes Creutzwald (Kreuzwald) an der Grenze zum Saarland.

## Geschichte
Schon zu gallo-römischer Zeit gab es hier Besiedlungen. Als Cuine wurde der Ort im 11. Jahrhundert erstmals erwähnt. Weitere Namen waren Coma (1217), Come (1274), Cosme (1404), Coume (1630), Chom (1681), Koume (1688), Coom (1760) und viele ähnliche Schreibweisen. Der Ort gehörte früher zum Herzogtum Lothringen des Heiligen Römischen Reichs.
Durch den Frankfurter Frieden vom 10. Mai 1871 kam das Gebiet an das deutsche Reichsland Elsaß-Lothringen, und das Dorf wurde dem Kreis Bolchen im Bezirk Lothringen zugeordnet. Die Dorfbewohner betrieben Getreidebau und Viehzucht.
Nach dem Ersten Weltkrieg musste die Region aufgrund der Bestimmungen des Versailler Vertrags 1919 an Frankreich abgetreten werden. Im Zweiten Weltkrieg war die Region von der deutschen Wehrmacht besetzt, und der Ort stand bis 1944 unter deutscher Verwaltung.

### Bevölkerungsentwicklung
| Jahr                       | 1962 | 1968 | 1975 | 1982 | 1990 | 1999 | 2010 | 2019 |
| Einwohner                  | 583  | 586  | 571  | 524  | 540  | 591  | 684  | 634  |
| Quellen: Cassini und INSEE |      |      |      |      |      |      |      |      |

## Wappen
Beim Wappen von Coume handelt es sich um ein Redendes Wappen: Über dem blauen „Mantel“ des Heiligen Martin von Tours (als Schutzpatron der Kirche) auf silbernem Grund liegt ein goldener Komet (französisch comète).

## Sehenswürdigkeiten
- Kirche St. Martin von 1868
- Festungen der Maginot-Linie
- Replik der Lourdesgrotte

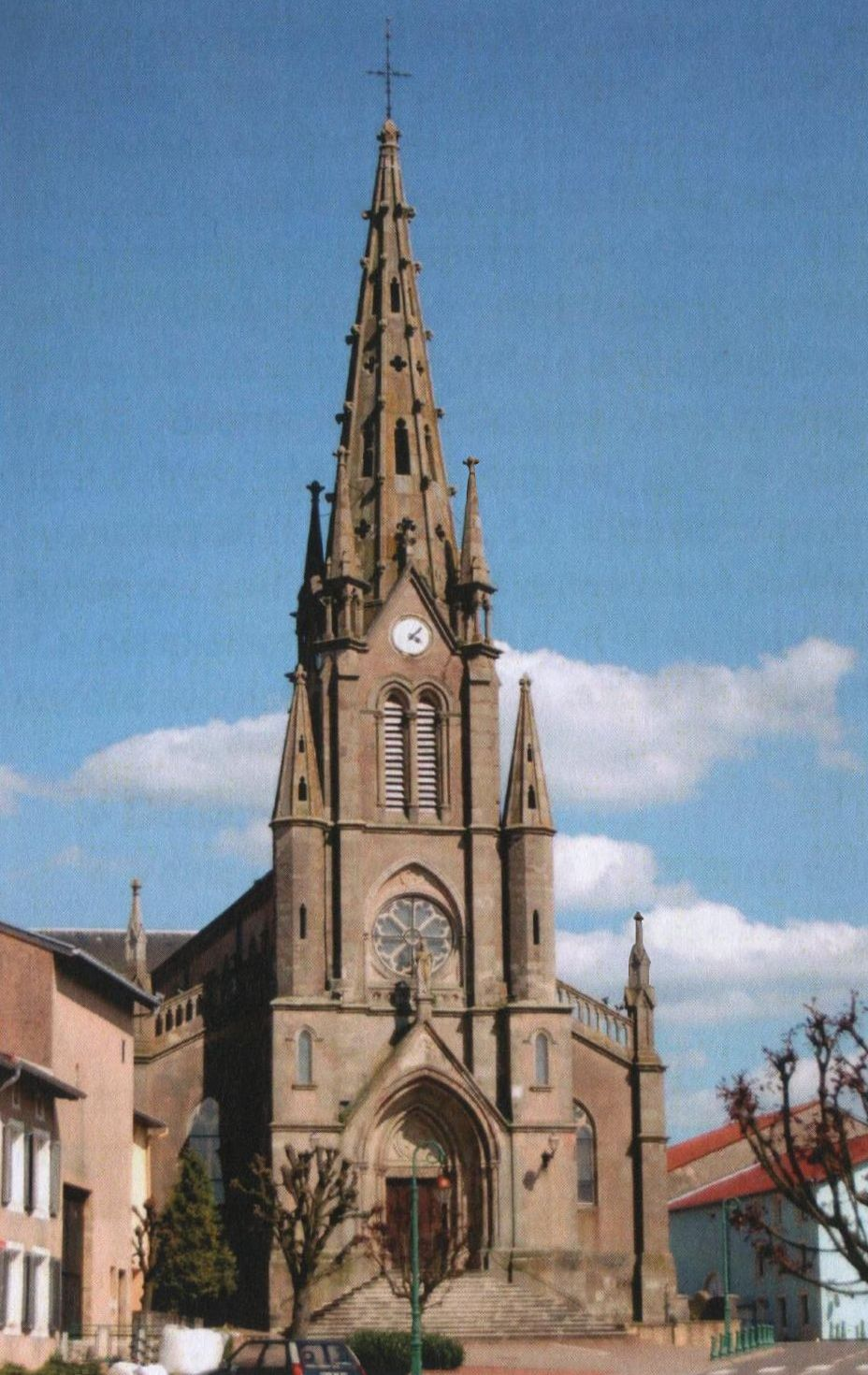
Kirche St. Martin
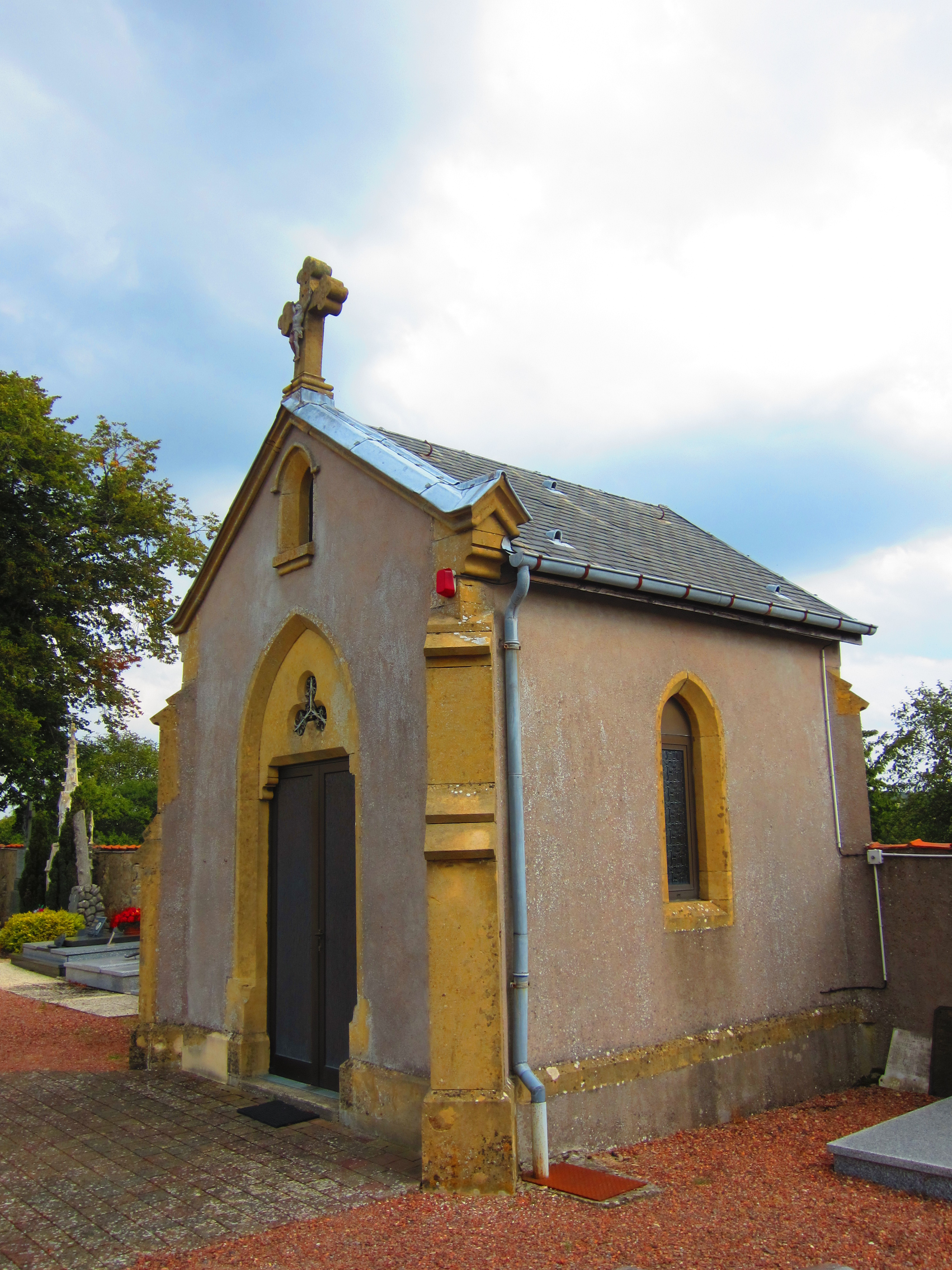
Friedhofskapelle
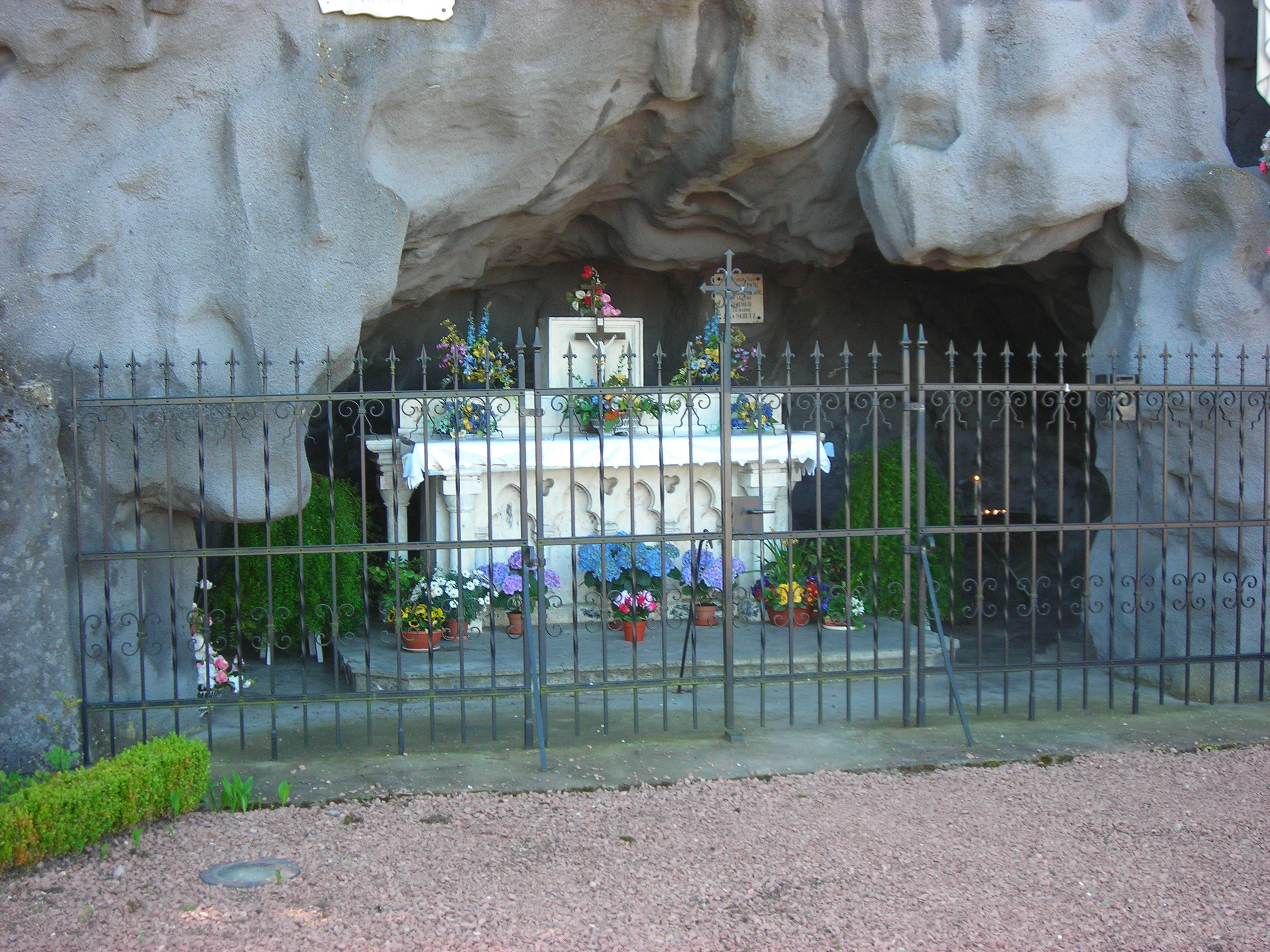
Lourdesgrotte
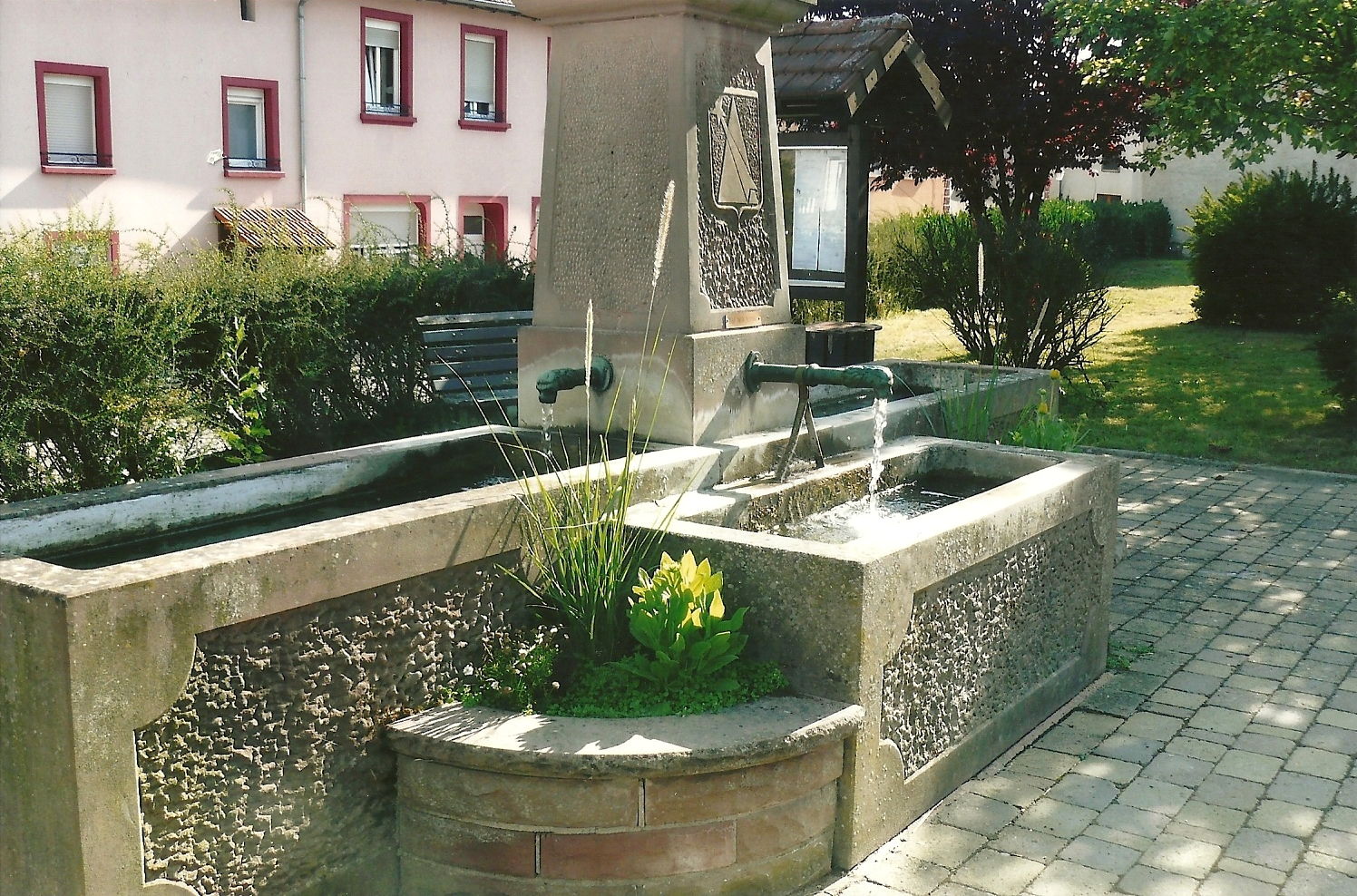
Brunnen